# Ophidiaster
Ophidiaster is een geslacht van zeesterren uit de familie Ophidiasteridae.				

## Soorten
- Ophidiaster agassizii Perrier, 1881
- Ophidiaster alexandri Verrill, 1915
- Ophidiaster armatus Koehler, 1910
- Ophidiaster bayeri A.H. Clark, 1948
- Ophidiaster bullisi (Downey, 1970)
- Ophidiaster confertus H.L. Clark, 1916
- Ophidiaster cribrarius Lütken, 1871
- Ophidiaster duncani de Loriol, 1885
- Ophidiaster easterensis Ziesenhenne, 1964
- Ophidiaster granifer Lütken, 1871
- Ophidiaster guildingi Gray, 1840
- Ophidiaster helicostichus Sladen, 1889
- Ophidiaster hemprichi Müller & Troschel, 1842
- Ophidiaster kermadecensis Benham, 1911
- Ophidiaster lorioli Fisher, 1906
- Ophidiaster ludwigi de Loriol, 1900
- Ophidiaster macknighti H.E.S. Clark, 1962
- Ophidiaster multispinus Liao & A.M. Clark, 1996
- Ophidiaster ophidianus (Lamarck, 1816)
- Ophidiaster perplexus A.H. Clark, 1954
- Ophidiaster perrieri de Loriol, 1885
- Ophidiaster reyssi Sibuet, 1977
- Ophidiaster rhabdotus Fisher, 1906
- Ophidiaster tuberifer Sladen, 1880